# Халс Кродинг (Јута)
Халс Кродинг (енгл. Halls Crossing) насељено је место без административног статуса у америчкој савезној држави Јута.

## Демографија
По попису из 2010. године број становника је 6, што је 83 (-93,3%) становника мање него 2000. године.
| Група             | 2000.      | 2010.      |
| Белци             | 59 (66,3%) | 6 (100,0%) |
| Афроамериканци    | 0 (0,0%)   | 0 (0,0%)   |
| Азијати           | 2 (2,2%)   | 0 (0,0%)   |
| Хиспаноамериканци | 3 (3,4%)   | 0 (0,0%)   |
| Укупно            | 89         | 6          |